# 范平
范平（？—？），字子安，吳郡錢唐（今浙江省杭州市）人。孫吳臨海太守。藏書家。六十九歲去世。

## 生平
博覽群書，姚信、賀邵等都是他的學生。孫吳時舉茂才，曾任臨海太守。孫晞年間辭官。晉滅吳後，太康年間屢次受到徵召，都不應。家有藏書七千餘卷。

## 親屬
- 兒子
  - 范奭
  - 范咸
  - 范泉

- 孫子
  - 范蔚，范泉之子，關內侯

- 曾孫
  - 文才，范蔚之子

## 延伸阅读
[在维基数据编辑]
 《晉書/卷091》，出自房玄齡《晉書》